# بركت يوكاتان البني
بركت يوكاتان البني (الاسم العلمي: Mazama pandora) (بالإنجليزية: Yucatan brown brocket)‏ هو نوع من الحيوانات يتبع جنس البركت من فصيلة الأيليات. ويقطن في شبه جزيرة يوكاتان، بليز و غواتيمالا[2]. وحيث أنه يتواجد في الغابات الاستوائية الرطبة كحيوانات البركت الأخرى، شادن يوكاتان يتفاوت حول المناطق المجدبة، مواطن مفتوحة نسبياً. كان يتم تصنفه كنويع تابع للبركت الرمادي، أو كنويع تابع للبركت الأحمر.
يختلف هذا البركت عن كلاً من البركت الأحمر والرمادي في شكل وقياسات الجمجمة وفي القرون. وايضاً يختلف عن بركت أمريكا الوسطى الأحمر بلونه الرمادي-البني عوضاً عن اللون الأحمر الذي يغطي كامل الجسم، ويتعايشان محلياً جنباً إلى جنب في نفس البيئة.

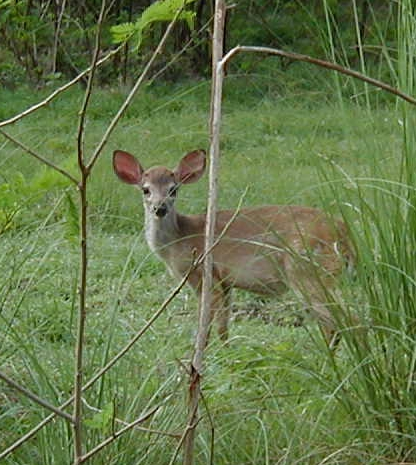
بركت يوكاتان البني